# O forse sei tu
O forse sei tu è un singolo della cantante italiana Elisa, pubblicato il 3 febbraio 2022 come secondo estratto dall'undicesimo album in studio Ritorno al futuro/Back to the Future.
Il brano è stato eseguito in gara al Festival di Sanremo 2022 durante la seconda serata della kermesse musicale. Al termine del festival il brano ha raggiunto il podio, posizionandosi al secondo posto della classifica finale, venendo riconosciuto con il Premio "Giancarlo Bigazzi" alla miglior composizione musicale, consegnato ad Elisa. In radio ha debuttato alla terza posizione.

## Descrizione
Il brano, scritto dalla stessa cantante con Tropico e la produzione del marito Andrea Rigonat, presenta la partecipazione del maestro d'orchestra Will Medini, con cui Elisa ha curato gli strumenti ad arco. Il testo venne scritto in una prima bozza nel 2018 in lingua inglese, per essere riportato in lingua italiana negli anni successivi.
 

Elisa ha dichiarato di essere stata in dubbio se portare in gara al Festival di Sanremo O forse sei tu o Come te nessuno mai. In un'intervista rilasciata a RDS la cantante ha raccontato il processo creativo dietro al brano e che fosse inizialmente pensato come un duetto con Tiziano Ferro:

## Accoglienza
Gino Castaldo, recensendo il brano per la Repubblica, si sofferma sul fatto che «ancora prima della canzone, quello che arriva dritto e forte dal canto di Elisa è l’emozione della musica in sé, una forma di devozione, di rispetto profondo e indistruttibile». Successivamente il giornalista riscontra che «nel verso “sarà che la vertigine non mi fa più paura”, le scale ascendenti della melodia di O forse sei tu fanno pensare che più dell’amore che si intravede nelle pieghe della canzone, a farci volare sia proprio la musica, in alto fino a non avere più paura, come se la vita dovesse imparare a credere nella bellezza attraverso essa».
Il Messaggero rimane piacevolmente colpito dai versi, descritti come «semplici ma molto belli che si inseriscono nella tradizione delle canzoni italiane pop; [...] Si nota anche una certa assonanza, in un passaggio, con la celebre canzone Vattene amore», riscontrando nel brano «una storia d’amore, piena di promesse e immagini positive».
Andrea Conti per Il Fatto Quotidiano apprezza l'uso strumentale del pianoforte nel brano, riportando che si tratti di «una canzone intima, delicata, potente». Anche Andrea Laffranchi de il Corriere della Sera  apprezza sia il pianoforte che gli archi, definendo la voce della cantante «da brividi».
Francesco Prisco, scrivendo per Il Sole 24 Ore, riscontra il brano come una «ballad pianistica con ritornello dalla melodia epica». Francesco Chignola di TV Sorrisi e Canzoni denota la canzone «incantevole» su cui «la voce dell'artista friuliana si muove tra mille sfumature con splendida chiarezza» soffermandosi sul fatto che rappresenti «un inno alla vita e ai sentimenti che la rendono degna di essere vissuta».
All Music Italia apprezza il testo del brano, definendolo «classico» capace di «descrivere quella pienezza che solo l’amore regala». Il Giorno rimane piacevolmente colpito «dalla coppia Toffoli-Petrella; [...] una struggente ballata pop, una preghiera laica che gode il favore dei pronostici.

## Riconoscimenti
- Premio "Giancarlo Bigazzi" alla miglior composizione musicale
- Targa Tenco[22] come Migliore canzone a Elisa Toffoli e Davide Petrella

## Video musicale
Il video musicale ufficiale del brano è stato pubblicato il 3 febbraio 2022 sul canale YouTube ufficiale della cantante. Il video è stato registrato nel comune di Cecina sotto la regia di Giulio Rosati, il quale ha raccontato la scelta del luogo:
(Giulio Rosati)
La cantante è tornata a collaborare, dopo il video per il singolo Seta, con Pierpaolo Piccioli, direttore creativo della casa di moda Valentino, che in questo caso ha curato l'abbigliamento indossato da Elisa nel video.

## Tracce
Testi di Elisa Toffoli e Davide Petrella, musiche di Elisa Toffoli.
1. O forse sei tu – 3:53

## Successo commerciale
In seguito alla sua commercializzazione O forse sei tu ha accumulato in 24 ore su Spotify 1 013 000 stream, posizionandosi seconda nella classifica italiana della piattaforma.
Il singolo ha esordito nella classifica settimanale “Billboard Global Excl. U.S.” stilata da Billboard che considera i 200 pezzi più ascoltati in streaming e venduti in digitale al mondo, escludendo gli Stato Uniti, posizionandosi al numero 103.
Nella settimana 10 del 2022, il singolo viene certificato disco di platino per le prime 100.000 copie vendute. Nella settimana 49 del 2022, il singolo viene certificato doppio disco di platino, superando le 200.000 copie vendute. O forse sei tu è risultato essere il 41º brano più venduto in Italia, nella classifica generale stilata da FIMI.

## Classifiche

### Classifiche settimanali
| Classifica (2022) | Posizione massima |
| ----------------- | ----------------- |
| Italia            | 4                 |
| Svizzera          | 37                |

### Classifiche di fine anno
| Classifica (2022) | Posizione |
| ----------------- | --------- |
| Italia            | 41        |